# Epilobium prostratum
Epilobium prostratum är en dunörtsväxtart som beskrevs av Otto Warburg. Epilobium prostratum ingår i släktet dunörter, och familjen dunörtsväxter. Inga underarter finns listade i Catalogue of Life.